# Ernest Barnes
Ernest William Barnes FRS (Birmingham, 1 de abril de 1874 — Sussex, 29 de novembro de 1953) foi um matemático inglês, que tornou-se depois teólogo e bispo.

## Vida
Ele foi educado na King Edward's School, em Birmingham, e no Trinity College, em Cambridge. Ele foi Mestre do Templo de 1915 a 1919. Ele foi feito Bispo de Birmingham em 1924, o único bispo nomeado durante o primeiro mandato de Ramsay MacDonald. Suas visões modernistas, em particular a objeção à reserved sacrament, levaram a conflitos com os anglo-católicos em sua diocese. Uma biografia de seu filho, Sir John Barnes, Ahead of His Age: Bishop Barnes of Birmingham, foi publicada em 1979.

## Controvérsias
Barnes foi talvez o bispo liberal mais conhecido de seu tempo, identificado com o movimento modernista ou amplo da igreja. Seu episcopado foi marcado por contínua controvérsia.
Seu livro The Rise of Christianity (1947) atacou muitas reivindicações cristãs, incluindo o nascimento virginal e a ressurreição corporal de Cristo. Isso levou a pedidos para que ele renunciasse ao cargo de bispo. Isso Barnes se recusou a fazer. Anteriormente, ele havia escrito Deve tal fé ofender? (1927) e Scientific Theory and Religion (1933), além de ter contribuído para 18 outros livros. Seu ataque a Francisco de Assis como "provavelmente verminoso" atraiu uma repreensão em verso de G. K. Chesterton.
Ele também era politicamente ativo. Em 1940, ele perdeu um processo por difamação no qual atacou a Federação dos Fabricantes de Cimento por supostamente interromper o fornecimento de cimento, para lucro próprio em um momento de grande necessidade nacional, na construção de abrigos antiaéreos.  Destemido por este revés, Barnes voltou às suas acusações sobre o anel de cimento em um discurso que fez na Câmara dos Lordes no ano seguinte.

## Pacifismo e eugenia
Ele era um pacifista intransigente, e se manifestou contra a participação britânica na Segunda Guerra Mundial. Ele também expressou pontos de vista eugênicos. Embora um membro da Eugenic Society de 1924 até sua morte em 1953, não foi até depois da Segunda Guerra Mundial que ele argumentou abertamente em favor da esterilização voluntária como um meio de superar a aparente prevalência de "deficiência mental" em sociedade. Várias dessas palestras com temas eugênicos ganharam cobertura jornalística significativa no The Times e no The Manchester Guardian, provocando um fervoroso debate público no qual inevitáveis - se não totalmente justificáveis - paralelos foram traçados entre os argumentos de Barnes e a ideologia nazista. Em seus últimos anos, Barnes foi um pacifista, líder religioso e ativista pela causa do declínio da eugenia.